# Ormosia dicax
Ormosia dicax är en tvåvingeart som beskrevs av Alexander 1947. Ormosia dicax ingår i släktet Ormosia och familjen småharkrankar. Inga underarter finns listade i Catalogue of Life.